# Base referencial mundial del recurso suelo
La base referencial mundial del recurso suelo (World Reference Base for Soil Resources - WRB) es un sistema internacional de clasificación de suelos para la nomenclatura de suelos y la creación de leyendas de mapas de suelos. Es el estándar internacional de clasificación de suelos. La versión válida actual es la cuarta edición, 2022. Es editado por un grupo de trabajo de la Unión Internacional de las Ciencias del Suelo (International Union of Soil Sciences - IUSS).

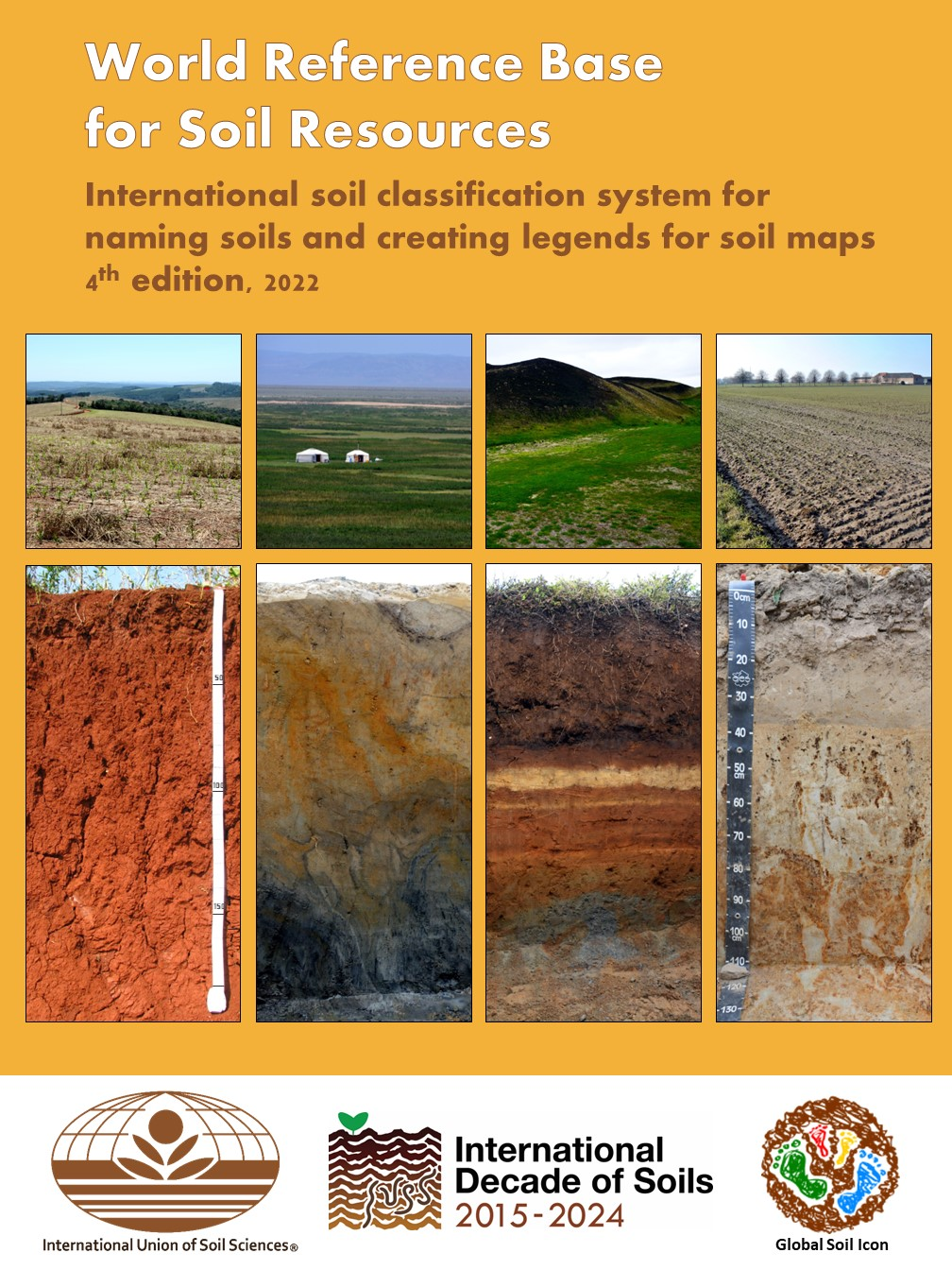
WRB, cuarta edición (2022)

## Historia
Desde el siglo XIX, varios países desarrollaron sistemas nacionales de clasificación de suelos. Durante el siglo XX, surgió la demanda de tener un sistema internacional. 
De 1971 a 1981, la Organización de las Naciones Unidas para la Alimentación y la Agricultura (FAO)  y la Organización de las Naciones Unidas para la Educación, la Ciencia y la Cultura (Unesco) publicaron el mapa mundial de suelos en 10 volúmenes, escala 1: 5 millones. La leyenda de este mapa, publicado en 1974 bajo el liderazgo del edafólogo belga Rudi Dudal, se conoce como clasificación de suelos de FAO. En este sistema de clasificación se juntaron muchas ideas de sistemas nacionales. De suma importancia era el concepto de horizontes de diagnóstico como establecido en la séptima aproximación (1960) a la taxonomía de suelos del USDA. En 1988, esta leyenda fue reemplazada por la leyenda revisada, que se difería bastante de la leyenda de 1974.
En 1982, la Sociedad Internacional de la Ciencia del Suelo (International Soil Science Society - ISSS), que desde 2002 es la Unión Internacional de las Ciencias del Suelo (International Union of Soil Sciences - IUSS), estableció un grupo de trabajo llamado base referencial internacional para la clasificación de suelos (International Reference Base for Soil Classification - IRB). Presidente del grupo era el edafólogo alemán Ernst Schlichting. El mandato del grupo era desarrollar un sistema de clasificación de suelos que (comparado con la clasificación FAO) reflejaba mejor los procesos de la pedogénesis. El grupo presentó dos borradores, uno en 1982 y uno en 1990.
En 1992, el grupo de trabajo IRB decidió elaborar un nuevo sistema llamado base referencial mundial del recurso suelo (World Reference Base for Soil Resources - WRB). La idea era, tomar como base la leyenda revisada de la clasificación FAO e incorporar principios edafogenéticos del sistema IRB. Otto Spaargaren (International Soil Reference and Information Centre - ISRIC, Países Bajos) y Freddy Nachtergaele (FAO) fueron nombrados a redactar el borrador. Este borrador fue presentado en el 15.o congreso mundial de las ciencias del suelo en 1994 en Acapulco (México). En el mismo congreso la WRB fue establecido como grupo de trabajo de la ISSS reemplazando la IRB. La primera edición de la WRB fue publicada en el 16.o congreso mundial en 1998 en Montpellier (Francia). En el mismo congreso la ISSS ha endorsado la WRB como su sistema oficial de correlación entre sistemas de clasificación de suelos. (En 2014 la taxonomía de suelos del USDA también recibió este estatus.) La segunda edición de la WRB fue publicada en el 18.o congreso mundial en 2006 en Philadelphia (Estados Unidos) y la tercera edición en 2014 en el 20.o congreso mundial en Jeju (Corea del Sur). Mientras que la segunda edición solamente era apta para nombrar suelos, a partir de la tercera edición la WRB también puede ser usada para crear leyendas de mapas de suelos. Finalmente, en el 22.o congreso mundial en 2022 en Glasgow (Reino Unido) la cuarta edición fue publicada, que es el manual de la WRB actualmente válido. La cuarta edición es un documento de acceso libre bajo la Licencia Creative Commons Atribución, que permite uso, distribución y reproducción en cualquier medio, si la obra original está citada correctamente. La segunda edición 2006, la actualización 2015 de la tercera edición y la cuarta edición 2022 fueron traducidos al español.
La WRB solo comprende dos niveles de jerarquía (ver abajo) y así tiene mucha similitud con el sistema francés référencial pédologique (1992, 1995, 2008). Contrariamente, la taxonomía de suelos del USDA es estrictamente jerárquica y tiene seis niveles. El sistema WRB se basa mayormente en la morfología de los suelos (datos de campo y datos de laboratorio) como expresión de la pedogénesis. Datos climáticos del suelo no se toman en cuenta, porque el clima se considera como factor de formación del suelo y no como característica del suelo. Reemplazar sistemas nacionales no es el objetivo de la WRB. Los sistemas nacionales, en su ambiente propio, pueden ser más detallados que la WRB como sistema mundial.

## El editor de la WRB
La WRB es editado por un grupo de trabajo de la Unión Internacional de las Ciencias del Suelo (International Union of Soil Sciences - IUSS). El presidente actual del grupo de trabajo es Cezary Kabała (Wrocław University of Environmental and Life Sciences, Poland, desde 2022). El vicepresidente actual es Stephan Mantel (International Soil Reference and Information Centre - ISRIC, Países Bajos, desde 2018).
Los autores principales responsables de las ediciones de la WRB son las personas, que eran presidentes del grupo de trabajo durante la elaboración de la edición correspondiente: Seppe Deckers (Bélgica, 1.a edición 1998), Erika Michéli (Hungría, 2.a edición 2006) y Peter Schad (Alemania, 3.a edición 2014 y 4.a edición 2022).
El grupo de trabajo WRB tiene una página web, que está manejada por el ISRIC. Ahí se puede encontrar lo siguiente: 
- el documento de la WRB 2022, para bajar, con hojas de errata y con una ficha de descripción de suelos,
- los documentos de la WRB 2015, para bajar, incluyendo el original en inglés y las traducciones: checo, esloveno, español, francés, georgiano, polaco y ruso,
- una explicación del sistema,
- fotos de perfiles de todos los Grupos de Suelos de Referencia (ver abajo), que se pueden bajar y usar si el autor está citado (más fotos se pueden encontrar en la página World of Soils de la IUSS),[12]
- la historia de la WRB,
- direcciones de los líderes de la WRB,
- informaciones sobre cursos,
- material didáctico, incluyendeo videos sobre descripción y clasificación del suelo,
- invitaciones para publicaciones,
- enlaces con otras instituciones importantes para la WRB.

## La WRB 2022

### La arquitectura de la WRB
La clasificación se basa en horizontes de diagnóstico, propiedades de diagnóstico y materiales de diagnóstico, todos juntos llamados diagnósticos. Los materiales de diagnóstico son materiales que influyen significativamente en los procesos edafogenéticos o son indicativos de ellos. Pueden ser heredados del material de partida o pueden ser el resultado de procesos edafogenéticos. Propiedades de diagnóstico son resultados comunes de los procesos edafogenéticos o indican condiciones específicas de la edafogénesis. Horizontes de diagnóstico son resultados comunes de los procesos edafogenéticos y requieren un cierto espesor, formando así una capa reconocible en el suelo. Los diagnósticos llevan nombres (por ejemplo: horizonte árgico, propiedades stágnicas, material flúvico).
La clasificación comprende dos niveles: 
El primer nivel tiene 32 Grupos de Suelos de Referencia (GSR).
En el segundo nivel se añade al nombre del GSR un conjunto de calificadores. En total se definen 202 calificadores. Para cada GSR existe una lista, que indica, cuales de estos 201 calificadores son disponibles para el uso con este GSR. Se dividen en dos tipos: 
- Calificadores principales son jerárquicos y se presentan en el orden de su importancia. Se consideran importantes por describir subdivisiones sustanciales del GSR o por caracterizar influencias marcadas a las funciones del suelo. Se añaden delante del nombre del GSR.
- Calificadores suplementarios describen características adicionales y no son jerárquicos. Se añaden detrás del nombre del GSR.

Un calificador puede ser principal en un GSR y suplementario en otro. 

### Nombrar suelos con la WRB
Para asignar a un suelo su Grupo de Suelos de Referencia (GSR) apropiado se usa una clave.  En una secuencia definida, la clave pregunta por la presencia o ausencia de ciertos diagnósticos en cierta profundidad. Adicionalmente, la clave pregunta por características individuales, por ejemplo, un cierto contenido de arcilla o una cierta saturación de bases. El suelo pertenece entonces al primer GSR para el cual cumple el conjunto de los criterios.
Los calificadores disponibles para su uso con un GSR se enumeran en la clave junto con el GSR. La lista más corta tiene el Nitisol con 40 calificadores. La lista más larga tiene el Gleysol con 79 calificadores. Todos los calificadores que aplican tienen que ser añadidos al nombre del suelo. Los calificadores principales se añaden delante del nombre del GSR. La secuencia es de derecha a izquierda, es decir, el calificador más alto en la lista se coloca más cercano al nombre del GSR. Si no aplica ningún otro calificador principal, se usa el calificador Haplic. Los calificadores suplementarios se añaden detrás del nombre del GSR entre paréntesis y separados uno del otro por comas. La secuencia es de izquierda a derecha. Primero, si aplican, se ponen los calificadores relacionados con la textura. Si aplican varios, se ponen en la secuencia desde arriba hacia abajo en el perfil. Luego, se ponen todos los otros calificadores en secuencia alfabética. 
Si dos o más calificadores en la lista están separados por una barra (/), solo uno de ellos puede ser usado. La barra significa, que estos calificadores se excluyen mutuamente (por ejemplo, Dystric y Eutric) o uno de ellos es redundante, con los calificadores redundantes listados después de las barras. En el nombre del suelo, los calificadores suplementarios siempre se colocan en orden alfabético (con excepción de los calificadores de la textura), aún si su posición en la lista difiere de la secuencia alfabética debido a la utilización de la barra. Como regla general, no se agregan calificadores con información redundante. Por ejemplo, no se agrega Eutric (saturación de bases alta), si aplica el calificador Calcaric (presencia de carbonatos).
Los calificadores pueden combinarse con especificadores (por ejemplo: Epi-, Proto-) para formar subcalificadores (por ejemplo: Epiarenic, Protocalcic). De mayor importancia son los especificadores relacionados con requisitos de profundidad, referiendose a capas u horizontes. Su uso es opcional. Existen los siguientes:
- Epi-: solo entre ≥ 0 y ≤ 50 cm,
- Endo-: solo debajo de ≥ 50 cm,
- Amphi-: empezando entre > 0 y < 50 y terminando entre > 50 y < 100 cm,
- Ano-: empezando a 0 y terminando entre > 50 y < 100 cm,
- Kato-: empezando entre > 0 y < 50 y terminando a ≥ 100 cm,
- Poly-:
  - horizontes de diagnóstico: un horizonte de diagnóstico está presente por lo menos dos veces dentro de la profundidad requerida, con otra(s) capa(s) entre ellos;
  - otras capas: por lo menos dos capas dentro de 100 cm cumplen con los criterios del calificador, interrumpidas por capas que no cumplen,
- Panto-: desde 0 a ≥ 100 cm.

### Crear leyendas de mapas con la WRB
El número de calificadores utilizados en una leyenda de mapa depende de la escala. La WRB distingue tres niveles de escala:
- primer nivel de escala: solo el GSR,
- segundo nivel de escala: el GSR más el primer calificador principal que aplica,
- tercer nivel de escala: el GSR más los dos primeros calificadores principales que aplican.

Es difícil correlacionar los niveles de escala con escalas reales. Depende de la homogeneidad/heterogeneidad del paisaje.
Los calificadores principales se añaden delante del nombre del GSR como especificado más arriba en las reglas para nombrar suelos. 
Dependiendo del propósito del mapa o en función de las tradiciones nacionales, a cualquier nivel de escala, se pueden añadir calificadores elegibles. Pueden ser calificadores principales adicionales de la parte más baja de la lista y todavía no utilizados en el nombre del suelo, o pueden ser calificadores suplementarios. Estos se colocan utilizando las reglas antes mencionadas para calificadores suplementarios, primero calificadores principales, luego calificadores suplementarios.
La WRB recomienda mostrar en una unidad de mapa no solamente un suelo, sino una asociación de suelos. Para eso, la WRB usa las siguientes reglas:
- dominante: representa ≥ 50% de la cobertura del suelo,
- codominante: representa ≥ 25 y < 50% de la cobertura del suelo,
- asociado: representa ≥ 5 y < 25% de la cobertura del suelo.

Suelos representando áreas menores, normalmente se ignoran en la unidad de mapa.
El número de calificadores especificados arriba se refiere al suelo dominante. Para suelos codominantes o asociados, un menor número de calificadores (o incluso ningún calificador) pueden ser apropiados. El uso de subcalificadores no está recomendado para calificadores principales en unidades de mapa, donde la generalización es importante. En las leyendas de mapas, los nombres de los GSR se dan en plural. Aparte de eso, siempre se dan en singular.

### El manual de la WRB
El manual de la WRB comprende siete capítulos y seis anexos.
- El capítulo 1 informa sobre los antecedentes y conceptos básicos. Incluye tablas de los diagnósticos y de los Grupos de Suelos de Referencia (GSR). Esta última se presenta más abajo.
- El capítulo 2 contiene las reglas para nombrar suelos y crear leyendas de mapas. Empieza con definiciones de algunos términos fundamentales como tierra fina y suelo entero. Es muy recomendable leer este capítulo (que es bastante corto) antes de usar la WRB.
- El capítulo 3 presenta los horizontes, propiedades y materiales de diagnóstico, cada uno con una descripción general, los criterios de diagnóstico, la identificación de campo, unas características adicionales y relaciones con algunos otros diagnósticos. Para la decisión, si un diagnóstico es presente o no, solo los criterios de diagnóstico son relevantes.
- En el capítulo 4 tenemos la clave para los GSR con listas de calificadores principales y calificadores suplementarios.
- El capítulo 5 presenta las definiciones de los calificadores.
- El capítulo 6 alista los códigos para los GSR, calificadoes y especificadores, conjuntamente con las reglas como combinarlos en los nombres de los suelos y en las unidades de mapa.
- El capítulo 7 es la bibliografía.

Después vienen seis anexos. 
- Anexo 1 es una Guía de Campo, que permite el levantamiento de todas las características de campo, que necesita la WRB (y algunas más). También da las definiciones de las mismas. Contiene muchas figuras para explicar estas características y un flujograma para detectar la textura a mano.
- Anexo 2 presenta un resumen de los métodos de laboratorio. Solamente es un resumen, no es un manual de laboratorio.
- Anexo 3 presenta símbolos para denominar horizontes y capas en la descripción de suelos. Anexo 1 y 3 reemplazan la Guía para la Descripción de Suelos de la FAO[13] en el uso para la WRB.
- Anexo 4 es una Ficha de Descripción de Suelos, que se ofrece en forma de un archivo MS Excel.
- Anexo 5 es una guía para construir bancos de datos, que tienen que tener las características de campo y laboratorio y los nombres de los suelos (todavía no publicada).
- Anexo 6 da recomendaciones para eligir los colores de las unidades de mapa en mapas de GSR. Estas recomendaciones siguen los colores usados en los átlases del Centro Común de Investigación de la Comisión Europea.

### Las reglas para traducciones
El capítulo 1.8 del manual de la WRB define las reglas para traducciones del original inglés a otros idiomas: Los nombres de los suelos no deben ser traducidos a ningún otro idioma, ni transcritos a otro alfabeto. Los nombres de los suelos deben conservar su forma gramatical. Las reglas para la secuencia de los calificadores deben seguirse en cualquier traducción. Los nombres de los suelos (GSR y calificadores) empiezan con letras mayúsculas. Así se garantiza, que un suelo tiene el mismo nombre en todo el mundo, independiente del idioma, que habla el edafólogo.

## Lista de los Grupos de Suelos de Referencia (GSR) según la WRB 2022
Esta lista de los 32 GSR sigue la secuencia de la clave (capítulo 4 del manual de la WRB) y presenta también los códigos sugeridos (capítulo 6 del manual de la WRB). La lista viene de la tabla 2 (capítulo 1) del manual de la WRB.
Suelos con capas orgánicas gruesas
- HS Histosol (con capas orgánicas gruesas)

Suelos con fuerte influencia humana
- AT Anthrosol (largo e intensivo uso agrícola, alterado para aumentar la fertilidad)
- TC Technosol (cantidades significativas de artefactos)

Suelos con enraizamiento limitado
- CR Cryosol (con permafrost)
- LP Leptosol (delgados o con muchos fragmentos gruesos)
- SN Solonetz (enriquecidos en arcillas en la parte subsuperficial y con alto contenido de Na intercambiable)
- VR Vertisol (arcilla de expansión-retracción, condiciones alternas de sequía-humedad)
- SC Solonchak (alta concentración de sales solubles)

Suelos regulados por la química de Fe/Al
- GL Gleysol (dominados por agua freática, subacuáticos y de áreas de mareas)
- AN Andosol (alofanas y/o complejos Al-humus)
- PZ Podzol (acumulación de óxidos y/o humus en el suelo subsuperficial)
- PT Plinthosol (acumulación y redistribución de Fe)
- PL Planosol (agua estancada, diferencia textural abrupta)
- ST Stagnosol (agua estancada, diferencia textural ausente o moderada)
- NT Nitisol (arcillas de baja actividad, fijación de P, muchos óxidos de Fe, estructura fuerte)
- FR Ferralsol (dominancia de caolinita y óxidos)

Acumulación pronunciada de materia orgánica en el suelo mineral superficial
- CH Chernozem (suelo superficial muy oscuro y bien estructurado, carbonatos secundarios)
- KS Kastanozem (suelo superficial oscuro, carbonatos secundarios)
- PH Phaeozem (suelo superficial oscuro, sin carbonatos secundarios (a menos que estén en alta profundidad), alta saturación de bases)
- UM Umbrisol (suelo superficial oscuro, baja saturación de bases)

Acumulación de sales moderadamente solubles o de sustancias no-salinas
- DU Durisol (acumulación de, y cementación por, sílice secundaria)
- GY Gypsisol (acumulación de yeso secundario)
- CL Calcisol (acumulacion de carbonatos secundarios)

Suelos enriquecidos en arcillas en la parte subsuperficial
- RT Retisol (interdigitaciones de material gruesamente texturado de color claro dentro de una capa de textura más fina de color más fuerte)
- AC Acrisol (arcillas de baja actividad, Al intercambiable > cationes básicos intercambiables)
- LX Lixisol (arcillas de baja actividad, cationes básicos intercambiables ≥ Al intercambiable)
- AL Alisol (arcillas de alta actividad, Al intercambiable > cationes básicos intercambiables)
- LV Luvisol (arcillas de alta actividad, cationes básicos intercambiables ≥ Al intercambiable)

Nota: Los cationes intercambiables se expresan en cmolc kg-1.
Suelos con poca o ninguna diferenciación del perfil
- CM Cambisol (moderadamente desarrollado)
- FL Fluvisol (sedimentos estratificados fluviales, marinos o lacustres)
- AR Arenosol (muy arenoso)
- RG Regosol (ningún desarrollo significativo del perfil)

## Ejemplos

### Ejemplo de denominar un suelo según la WRB
Nuestro suelo de ejemplo tiene las siguientes características:
Características de campo (levantadas según el anexo 1 del manual de la WRB): Un suelo desarrollado a partir de loess tiene un marcado aumento de arcilla a 60 cm de profundidad y revestimientos de arcilla en el horizonte más rico en arcilla. Del paisaje concluimos que debe tener arcillas de alta actividad.  El valor de campo de pH es alrededor de 6 en la profundidad de 50 a 100 cm. El suelo superior pobre en arcilla se subdivide en un horizonte superior oscuro y un horizonte inferior muy claro. El horizonte rico en arcilla tiene rasgos redoximórficos. Los colores oximórficos y reductimórficos cubren en suma un 30% del área expuesta, con colores intensos dentro de los agregados del suelo. Tiene condiciones reductoras en algunas partes durante la primavera. El suelo está arado regularmente. 
Características de laboratorio: El análisis de laboratorio confirma una alta capacidad de intercambio catiónico por kg de arcilla en el horizonte más rico en arcilla y más cationes básicos intercambiables que aluminio intercambiable en la profundidad de 50 - 100 cm. Se destaca en la capa superior del suelo 20% de arcilla, 10% de arena y 70% de limo, en el suelo subsuperficial 35% de arcilla, 8% de arena y 57% de limo. Los contenidos de materia orgánica en el suelo superficial son intermedios.
La denominación consta de cuatro pasos.
Pregunta 1: ¿Tiene este suelo horizontes, propiedades o materiales de diagnóstico?
Este suelo tiene los siguientes diagnósticos:
- horizonte árgico (horizonte con más arcilla)
- propiedades stágnicas (en el horizonte con más arcilla)
- condiciones reductoras (en el horizonte con más arcilla)
- material clárico (en el horizonte de color claro)
- horizonte álbico (el material clárico es resultado de procesos edafognéticos, en este caso: translocación de minerales de arcilla y óxidos)

Pregunta 2: ¿A qué GSR pertenece el suelo?
Tenemos que ir a través de la clave sistemáticamente, comenzando por el principio e ir excluyendo uno por uno los GSR para los cuales no se cumplen los requisitos especificados. Este suelo no es Histosol, no es Anthrosol, no es Technosol etc. Por fin llegamos al Luvisol. Es el primer GSR para el cual nuestro suelo cumple los criterios.
Pregunta 3: ¿Qué calificadores aplican?
De la lista de los calificadores principales aplican Stagnic (tiene horizonte con propiedades stágnicas y condiciones reductoras) y Albic (tiene horizonte álbico). Stagnic se encuentra más arriba en la lista. Entonces, hasta ahora el suelo tiene el nombre Albic Stagnic Luvisol. De la lista de los calificadores suplementarios aplican Siltic (limoso de 0 a 60 cm), Loamic (francoso de 60 cm hacia abajo), Aric (arado), Cutanic (revestimientos de arcilla en el horizonte árgico), Differentic (la translocación de arcilla causa una diferencia bien marcada en el contenido de arcilla), Endic (el horizonte árgico empieza debajo de 50 cm)  y Ochric (contenido intermedio de carbono orgánico). La secuencia de los calificadores suplementarios empieza con aquellos que están relacionados con la textura. Si hay varios, se ponen desde arriba hacia abajo in el perfil. Luego siguen los demás calificadores suplementarios en orden alfabético. Así resulta el nombre Albic Stagnic Luvisol (Siltic, Loamic, Aric, Cutanic, Differentic, Endic, Ochric).
Pregunta 4: ¿Qué especificadores se pueden usar para formar subcalificadores?
El suelo es Siltic de 0 a 60 cm y Loamic de 60 cm hacia abajo. Se pueden usar los especificadores Ano- y Endo- para formar los subcalificadores Anosiltic y Endoloamic. Las propiedades stágnicas solo se encuentran debajo de 50 cm y el horizonte álbico solo alrededor de 50 cm. Por eso podemos usar los subcalificadores Endostagnic y Amphialbic. El uso de estos especificadores no cambia la posición de los calificadores en el nombre del suelo.
El nombre completo del suelo es: Amphialbic Endostagnic Luvisol (Anosiltic, Endoloamic, Aric, Cutanic,Differentic, Endic, Ochric).
Usar los códigos del capítulo 6 del manual de la WRB nos da el siguiente nombre en códigos: LV-stn.abm-sia.lon-ai.ct.df.ed.oh.

### Ejemplo de unidades de mapa según la WRB
Nuestro suelo de ejemplo Amphialbic Endostagnic Luvisol (Anosiltic, Endoloamic, Aric, Cutanic, Differentic, Endic, Ochric) representa un 60% del área de la unidad de mapa. El otro 40% está representado por un Eutric Endoluvic Amphialbic Stagnosol (Anosiltic, Endoloamic, Humic). La unidad de mapa es como sigue:
primer nivel de escala: 
- dominante: Luvisols
- codominante: Stagnosols

segundo nivel de escala: 
- dominante: Stagnic Luvisols
- codominante: Albic Stagnosols

tercer nivel de escala: 
- dominante: Albic Stagnic Luvisols
- codominante: Luvic Albic Stagnosols

Comentario: El uso de especificadores relacionados con requisitos de profundidad no se recomienda en leyendas de mapa, donde se requiere generalización. 
A cualquier nivel de escala se pueden añadir calificadores elegibles. Si se quiere informar sobre el contenido de materia orgánica, por ejemplo, se puede añadir el calificador adecuado en todos los niveles de escala, incluyendo el primero:
- dominante: Luvisols (Ochric)
- codominante: Stagnosols (Humic)

Una información adicional sobre la pedogénesis también se puede dar en cualquier nivel de escala, incluyendo el primero:
- dominante: Luvisols (Stagnic)
- codominante: Stagnosols (Luvic)

Los dos en combinación resulta en el siguiente nombre, por ejemplo en el segundo nivel de escala:
- dominante: Stagnic Luvisols (Ochric)
- codominante: Albic Stagnosols (Luvic, Humic)